# Hymeniacidon heliophila
Hymeniacidon heliophila är en svampdjursart som först beskrevs av Parker 1910.  Hymeniacidon heliophila ingår i släktet Hymeniacidon och familjen Halichondriidae. Inga underarter finns listade i Catalogue of Life.